# Stazione meteorologica di Bastia
La stazione meteorologica di Bastia Poretta è la stazione meteorologica di riferimento per l'Organizzazione Mondiale della Meteorologia relativa alla città di Bastia e alla fascia costiera nord-orientale della Corsica.

## Coordinate geografiche
La stazione meteo si trova in Corsica, nei pressi della città di Bastia, nel territorio comunale di Lucciana, all'interno dell'area aeroportuale di Poretta, ad un'altezza di 12 metri s.l.m. e alle coordinate geografiche 42°33′N 9°29′E.

## Medie climatiche ufficiali

### Dati climatologici 1981-2010
In base alla media trentennale 1981-2010, la temperatura media dei mesi più freddi, gennaio e febbraio, si attesta attorno ai +9,4 °C; quella del mese più caldo, agosto, è di circa +24,4 °C. Mediamente si contano annualmente 24,4 giorni con temperatura massima eguale o superiore ai 30 °C e 2,1 giorni di gelo.
Le precipitazioni medie annue sono di 799,3 mm, mediamente distribuite in 66 giorni di pioggia, con un picco in autunno-inverno ed un minimo in estate.
L'eliofania assoluta media annua si attesta a 7 ore giornaliere, con massimo di 11,1 ore medie giornaliere in luglio e minimo di 4,1 ore medie giornaliere in dicembre. 
| Bastia Poretta (1981-2010)         | Mesi | Mesi | Mesi | Mesi | Mesi | Mesi | Mesi | Mesi | Mesi | Mesi  | Mesi  | Mesi | Stagioni | Stagioni | Stagioni | Stagioni | Anno  |
| Bastia Poretta (1981-2010)         | Gen  | Feb  | Mar  | Apr  | Mag  | Giu  | Lug  | Ago  | Set  | Ott   | Nov   | Dic  | Inv      | Pri      | Est      | Aut      | Anno  |
| ---------------------------------- | ---- | ---- | ---- | ---- | ---- | ---- | ---- | ---- | ---- | ----- | ----- | ---- | -------- | -------- | -------- | -------- | ----- |
| T. max. media (°C)                 | 13,6 | 13,8 | 15,6 | 17,8 | 22,0 | 25,8 | 29,1 | 29,3 | 25,8 | 21,9  | 17,4  | 14,5 | 14,0     | 18,5     | 28,1     | 21,7     | 20,6  |
| T. min. media (°C)                 | 5,1  | 4,9  | 6,7  | 8,8  | 12,4 | 16,0 | 19,0 | 19,4 | 16,5 | 13,3  | 9,2   | 6,3  | 5,4      | 9,3      | 18,1     | 13,0     | 11,5  |
| Giorni di calura (Tmax ≥ 30 °C)    | 0    | 0    | 0    | 0    | 0    | 1,9  | 10,2 | 11,5 | 0,8  | 0,0   | 0,0   | 0,0  | 0,0      | 0,0      | 23,6     | 0,8      | 24,4  |
| Giorni di gelo (Tmin ≤ 0 °C)       | 0,8  | 0,8  | 0,1  | 0,0  | 0,0  | 0,0  | 0,0  | 0,0  | 0,0  | 0,0   | 0,0   | 0,4  | 2,0      | 0,1      | 0,0      | 0,0      | 2,1   |
| Precipitazioni (mm)                | 67,4 | 56,9 | 59,8 | 76,2 | 49,6 | 41,0 | 12,6 | 20,9 | 81,1 | 127,1 | 113,7 | 93,0 | 217,3    | 185,6    | 74,5     | 321,9    | 799,3 |
| Giorni di pioggia                  | 6    | 6    | 7    | 7    | 5    | 3    | 2    | 2    | 5    | 7     | 8     | 8    | 20       | 19       | 7        | 20       | 66    |
| Eliofania assoluta (ore al giorno) | 4,3  | 5,6  | 6,2  | 7,1  | 8,6  | 9,9  | 11,1 | 9,8  | 7,7  | 5,7   | 4,4   | 4,1  | 4,7      | 7,3      | 10,3     | 5,9      | 7,0   |

### Dati climatologici 1971-2000
In base alla media trentennale 1971-2000, la temperatura media del mese più freddo, gennaio, si attesta a +9,5 °C; quella del mese più caldo, agosto, è di +23,9 °C. Mediamente si contano annualmente 17,7 giorni con temperatura massima eguale o superiore ai 30 °C e 2 giorni di gelo.
Le precipitazioni medie annue sono di 797,7 mm, mediamente distribuite in 69 giorni di pioggia, con un picco in autunno-inverno ed un minimo in estate.
L'eliofania assoluta media annua si attesta a 7,1 ore giornaliere, con massimo di 11 ore medie giornaliere in luglio e minimo di 4,5 ore medie giornaliere in dicembre. 
| Bastia Poretta (1971-2000)         | Mesi | Mesi | Mesi | Mesi | Mesi | Mesi | Mesi | Mesi | Mesi | Mesi  | Mesi | Mesi | Stagioni | Stagioni | Stagioni | Stagioni | Anno  |
| Bastia Poretta (1971-2000)         | Gen  | Feb  | Mar  | Apr  | Mag  | Giu  | Lug  | Ago  | Set  | Ott   | Nov  | Dic  | Inv      | Pri      | Est      | Aut      | Anno  |
| ---------------------------------- | ---- | ---- | ---- | ---- | ---- | ---- | ---- | ---- | ---- | ----- | ---- | ---- | -------- | -------- | -------- | -------- | ----- |
| T. max. media (°C)                 | 13,7 | 13,9 | 15,4 | 17,3 | 21,4 | 25,2 | 28,5 | 28,8 | 25,5 | 21,6  | 17,2 | 14,7 | 14,1     | 18,0     | 27,5     | 21,4     | 20,3  |
| T. min. media (°C)                 | 5,3  | 5,3  | 6,7  | 8,5  | 12,0 | 15,4 | 18,5 | 19,0 | 16,2 | 12,8  | 8,8  | 6,3  | 5,6      | 9,1      | 17,6     | 12,6     | 11,2  |
| Giorni di calura (Tmax ≥ 30 °C)    | 0    | 0    | 0    | 0    | 0    | 0,6  | 7,1  | 9,5  | 0,5  | 0,0   | 0,0  | 0,0  | 0,0      | 0,0      | 17,2     | 0,5      | 17,7  |
| Giorni di gelo (Tmin ≤ 0 °C)       | 0,8  | 0,6  | 0,2  | 0,0  | 0,0  | 0,0  | 0,0  | 0,0  | 0,0  | 0,0   | 0,0  | 0,4  | 1,8      | 0,2      | 0,0      | 0,0      | 2,0   |
| Precipitazioni (mm)                | 71,8 | 79,7 | 72,6 | 82,5 | 48,8 | 37,0 | 14,4 | 35,0 | 70,0 | 105,4 | 93,8 | 86,7 | 238,2    | 203,9    | 86,4     | 269,2    | 797,7 |
| Giorni di pioggia                  | 7    | 6    | 7    | 7    | 6    | 4    | 2    | 3    | 5    | 7     | 8    | 7    | 20       | 20       | 9        | 20       | 69    |
| Eliofania assoluta (ore al giorno) | 4,7  | 5,4  | 6,1  | 6,8  | 8,4  | 9,9  | 11,0 | 10,0 | 7,9  | 6,1   | 4,9  | 4,5  | 4,9      | 7,1      | 10,3     | 6,3      | 7,1   |

### Dati climatologici 1961-1990
In base alla media trentennale 1961-1990, la temperatura media del mese più freddo, gennaio, si attesta a quasi +9,2 °C; quella del mese più caldo, agosto, è di +23,3 °C. Mediamente si contano annualmente 13,5 giorni con temperatura massima eguale o superiore ai 30 °C e 2,7 giorni di gelo.
Le precipitazioni medie annue sono di 726,2 mm, mediamente distribuite in 65 giorni di pioggia, con un picco in autunno-inverno ed un minimo in estate.
L'eliofania assoluta media annua si attesta a 7,3 ore giornaliere, con massimo di 11,3 ore medie giornaliere in luglio e minimo di 4,5 ore medie giornaliere in dicembre. 
| Bastia Poretta (1961-1990)         | Mesi | Mesi | Mesi | Mesi | Mesi | Mesi | Mesi | Mesi | Mesi | Mesi | Mesi | Mesi | Stagioni | Stagioni | Stagioni | Stagioni | Anno  |
| Bastia Poretta (1961-1990)         | Gen  | Feb  | Mar  | Apr  | Mag  | Giu  | Lug  | Ago  | Set  | Ott  | Nov  | Dic  | Inv      | Pri      | Est      | Aut      | Anno  |
| ---------------------------------- | ---- | ---- | ---- | ---- | ---- | ---- | ---- | ---- | ---- | ---- | ---- | ---- | -------- | -------- | -------- | -------- | ----- |
| T. max. media (°C)                 | 13,3 | 13,6 | 15,0 | 17,4 | 21,0 | 24,9 | 28,3 | 28,2 | 25,3 | 21,5 | 17,1 | 14,2 | 13,7     | 17,8     | 27,1     | 21,3     | 20,0  |
| T. min. media (°C)                 | 5,0  | 5,3  | 6,5  | 8,5  | 11,7 | 15,1 | 18,2 | 18,4 | 15,9 | 12,6 | 8,7  | 5,9  | 5,4      | 8,9      | 17,2     | 12,4     | 11,0  |
| Giorni di calura (Tmax ≥ 30 °C)    | 0    | 0    | 0    | 0    | 0    | 0,8  | 6,1  | 6,2  | 0,4  | 0,0  | 0,0  | 0,0  | 0,0      | 0,0      | 13,1     | 0,4      | 13,5  |
| Giorni di gelo (Tmin ≤ 0 °C)       | 1,3  | 0,7  | 0,4  | 0,0  | 0,0  | 0,0  | 0,0  | 0,0  | 0,0  | 0,0  | 0,0  | 0,3  | 2,3      | 0,4      | 0,0      | 0,0      | 2,7   |
| Precipitazioni (mm)                | 61,7 | 88,0 | 75,0 | 66,4 | 43,2 | 31,5 | 15,0 | 33,9 | 47,9 | 90,2 | 87,6 | 85,8 | 235,5    | 184,6    | 80,4     | 225,7    | 726,2 |
| Giorni di pioggia                  | 7    | 7    | 7    | 6    | 5    | 3    | 2    | 3    | 5    | 6    | 7    | 7    | 21       | 18       | 8        | 18       | 65    |
| Eliofania assoluta (ore al giorno) | 4,7  | 5,1  | 6,1  | 7,2  | 8,5  | 10,1 | 11,3 | 10,0 | 8,1  | 6,5  | 5,0  | 4,5  | 4,8      | 7,3      | 10,5     | 6,5      | 7,3   |

### Dati climatologici 1951-1980
In base alla media trentennale 1951-1980, la temperatura media del mese più freddo, gennaio, si attesta a +8,9 °C; quella del mese più caldo, agosto, è di +22,9 °C. Mediamente si contano annualmente 11,8 giorni con temperatura massima eguale o superiore ai 30 °C e 4,7 giorni di gelo.
Le precipitazioni medie annue sono di 721,6 mm, mediamente distribuite in 69 giorni di pioggia, con un picco in autunno-inverno ed un minimo in estate.
L'eliofania assoluta media annua si attesta a 7,2 ore giornaliere, con massimo di 11,4 ore medie giornaliere in luglio e minimo di 4,2 ore medie giornaliere in dicembre. 
| Bastia Poretta (1951-1980)         | Mesi | Mesi | Mesi | Mesi | Mesi | Mesi | Mesi | Mesi | Mesi | Mesi | Mesi | Mesi | Stagioni | Stagioni | Stagioni | Stagioni | Anno  |
| Bastia Poretta (1951-1980)         | Gen  | Feb  | Mar  | Apr  | Mag  | Giu  | Lug  | Ago  | Set  | Ott  | Nov  | Dic  | Inv      | Pri      | Est      | Aut      | Anno  |
| ---------------------------------- | ---- | ---- | ---- | ---- | ---- | ---- | ---- | ---- | ---- | ---- | ---- | ---- | -------- | -------- | -------- | -------- | ----- |
| T. max. media (°C)                 | 13,2 | 13,5 | 14,8 | 17,3 | 20,9 | 24,9 | 28,2 | 28,0 | 25,2 | 21,1 | 17,0 | 14,2 | 13,6     | 17,7     | 27,0     | 21,1     | 19,9  |
| T. min. media (°C)                 | 4,6  | 4,9  | 6,0  | 8,1  | 11,3 | 14,9 | 17,5 | 17,8 | 15,4 | 12,0 | 8,4  | 5,7  | 5,1      | 8,5      | 16,7     | 11,9     | 10,6  |
| Giorni di calura (Tmax ≥ 30 °C)    | 0    | 0    | 0    | 0    | 0    | 0,7  | 5,9  | 4,9  | 0,3  | 0,0  | 0,0  | 0,0  | 0,0      | 0,0      | 11,5     | 0,3      | 11,8  |
| Giorni di gelo (Tmin ≤ 0 °C)       | 1,9  | 1,6  | 0,8  | 0,0  | 0,0  | 0,0  | 0,0  | 0,0  | 0,0  | 0,0  | 0,1  | 0,3  | 3,8      | 0,8      | 0,0      | 0,1      | 4,7   |
| Precipitazioni (mm)                | 70,5 | 82,8 | 70,7 | 58,9 | 42,8 | 30,9 | 11,6 | 33,8 | 45,7 | 86,6 | 94,6 | 92,7 | 246,0    | 172,4    | 76,3     | 226,9    | 721,6 |
| Giorni di pioggia                  | 7    | 7    | 8    | 6    | 5    | 3    | 2    | 3    | 5    | 7    | 8    | 8    | 22       | 19       | 8        | 20       | 69    |
| Eliofania assoluta (ore al giorno) | 4,7  | 5,1  | 6,0  | 7,2  | 8,5  | 10,1 | 11,4 | 9,9  | 8,1  | 6,7  | 4,8  | 4,2  | 4,7      | 7,2      | 10,5     | 6,5      | 7,2   |

### Dati climatologici 1941-1970
In base alla media trentennale 1941-1970, effettivamente calcolata a partire dal 1945, la temperatura media del mese più freddo, gennaio, si attesta a +8,6 °C; quella del mese più caldo, luglio, è di quasi +23,0 °C. Mediamente si contano annualmente 14,6 giorni con temperatura massima eguale o superiore ai 30 °C e 6,6 giorni di gelo.
Le precipitazioni medie annue sono di 640,4 mm, mediamente distribuite in 65 giorni di pioggia, con un picco in autunno-inverno ed un minimo in estate.
L'eliofania assoluta media annua si attesta a 7,2 ore giornaliere, con massimo di 11,6 ore medie giornaliere in luglio e minimo di 3,9 ore medie giornaliere in dicembre. 
| Bastia Poretta (1941-1970)         | Mesi | Mesi | Mesi | Mesi | Mesi | Mesi | Mesi | Mesi | Mesi | Mesi | Mesi | Mesi | Stagioni | Stagioni | Stagioni | Stagioni | Anno  |
| Bastia Poretta (1941-1970)         | Gen  | Feb  | Mar  | Apr  | Mag  | Giu  | Lug  | Ago  | Set  | Ott  | Nov  | Dic  | Inv      | Pri      | Est      | Aut      | Anno  |
| ---------------------------------- | ---- | ---- | ---- | ---- | ---- | ---- | ---- | ---- | ---- | ---- | ---- | ---- | -------- | -------- | -------- | -------- | ----- |
| T. max. media (°C)                 | 13,1 | 13,3 | 14,7 | 17,6 | 21,2 | 25,3 | 28,5 | 28,2 | 25,4 | 21,3 | 17,1 | 14,0 | 13,5     | 17,8     | 27,3     | 21,3     | 20,0  |
| T. min. media (°C)                 | 4,1  | 4,3  | 5,6  | 8,0  | 11,4 | 14,9 | 17,4 | 17,6 | 15,4 | 12,1 | 8,5  | 5,5  | 4,6      | 8,3      | 16,6     | 12,0     | 10,4  |
| Giorni di calura (Tmax ≥ 30 °C)    | 0    | 0    | 0    | 0    | 0    | 0,9  | 8,3  | 4,9  | 0,5  | 0,0  | 0,0  | 0,0  | 0,0      | 0,0      | 14,1     | 0,5      | 14,6  |
| Giorni di gelo (Tmin ≤ 0 °C)       | 2,5  | 2,4  | 1,2  | 0,0  | 0,0  | 0,0  | 0,0  | 0,0  | 0,0  | 0,0  | 0,1  | 0,4  | 5,3      | 1,2      | 0,0      | 0,1      | 6,6   |
| Precipitazioni (mm)                | 60,5 | 61,4 | 58,9 | 50,5 | 35,8 | 28,1 | 9,6  | 22,8 | 47,1 | 86,5 | 89,7 | 89,5 | 211,4    | 145,2    | 60,5     | 223,3    | 640,4 |
| Giorni di pioggia                  | 7    | 6    | 7    | 6    | 5    | 3    | 1    | 2    | 5    | 7    | 8    | 8    | 21       | 18       | 6        | 20       | 65    |
| Eliofania assoluta (ore al giorno) | 4,7  | 5,0  | 6,1  | 7,4  | 8,7  | 10,1 | 11,6 | 10,0 | 8,1  | 6,6  | 4,4  | 3,9  | 4,5      | 7,4      | 10,6     | 6,4      | 7,2   |

## Temperature estreme mensili dal 1944 ad oggi
Nella tabella sottostante sono riportate le temperature massime e minime assolute mensili, stagionali ed annuali dal 1944 ad oggi, con il relativo anno in cui queste sono state registrate. La massima assoluta del periodo esaminato di +38,3 °C è dell'agosto 1999, mentre la minima assoluta di -5,0 °C è del febbraio 1956.
| Bastia Poretta (1944-2023) | Mesi        | Mesi        | Mesi        | Mesi        | Mesi        | Mesi        | Mesi        | Mesi        | Mesi        | Mesi        | Mesi        | Mesi        | Stagioni | Stagioni | Stagioni | Stagioni | Anno |
| Bastia Poretta (1944-2023) | Gen         | Feb         | Mar         | Apr         | Mag         | Giu         | Lug         | Ago         | Set         | Ott         | Nov         | Dic         | Inv      | Pri      | Est      | Aut      | Anno |
| -------------------------- | ----------- | ----------- | ----------- | ----------- | ----------- | ----------- | ----------- | ----------- | ----------- | ----------- | ----------- | ----------- | -------- | -------- | -------- | -------- | ---- |
| T. max. assoluta (°C)      | 25,1 (2004) | 25,6 (2020) | 27,1 (2001) | 25,4 (2018) | 32,6 (2022) | 35,7 (2019) | 36,5 (1947) | 38,3 (1999) | 34,3 (1998) | 29,7 (2011) | 28,0 (1963) | 24,0 (1955) | 25,6     | 32,6     | 38,3     | 34,3     | 38,3 |
| T. min. assoluta (°C)      | −4,6 (1954) | −5,0 (1956) | −3,8 (1949) | 0,5 (1958)  | 3,1 (1970)  | 8,2 (1949)  | 10,2 (1954) | 11,8 (1954) | 7,6 (1984)  | 2,8 (1970)  | −0,5 (1955) | −3,3 (2005) | −5,0     | −3,8     | 8,2      | −0,5     | −5,0 |